# Halberstädter Straße 26a (Magdeburg)

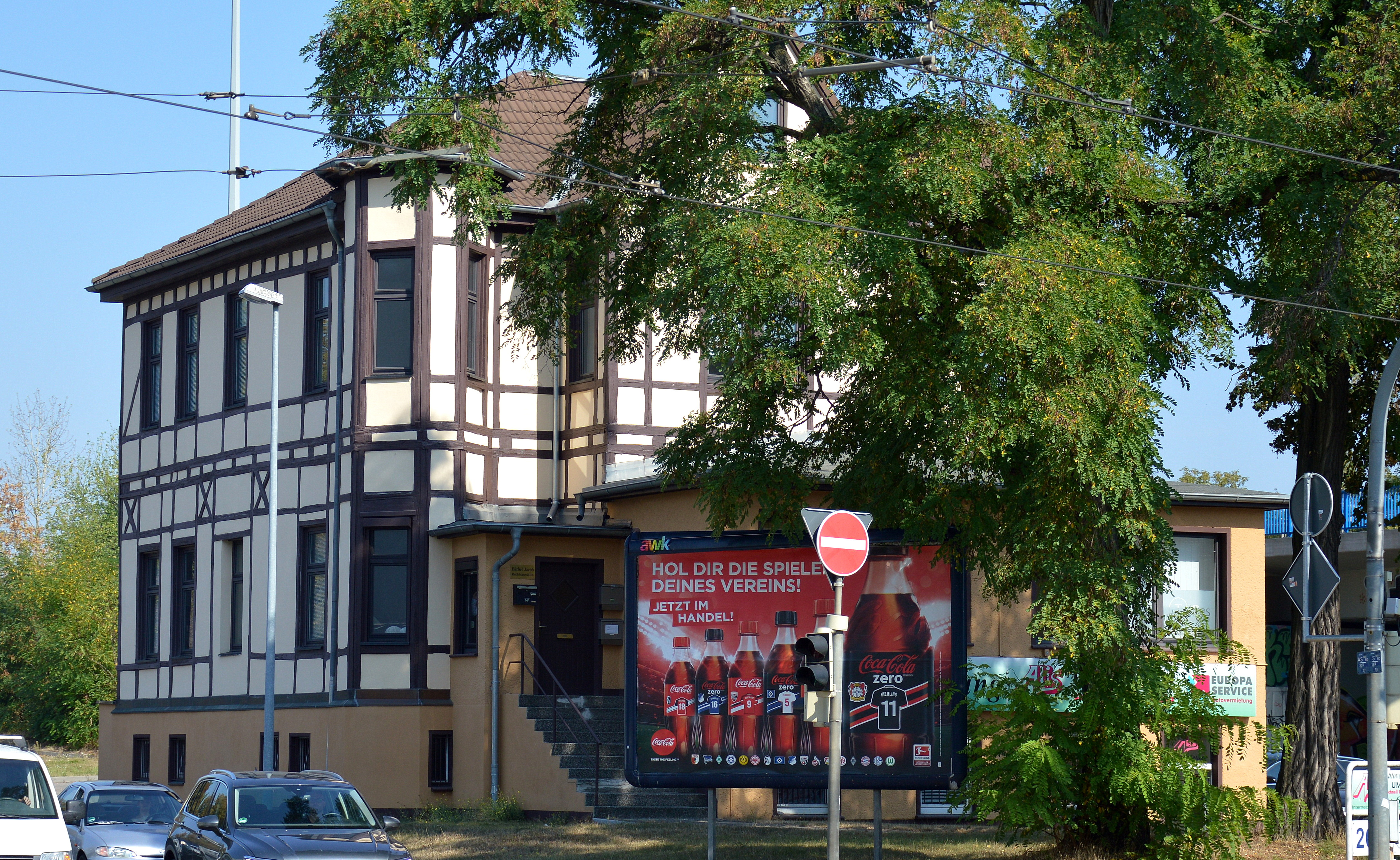
Haus Halberstädter Straße 26a

Das Haus Halberstädter Straße 26a ist ein denkmalgeschütztes Gebäude im Magdeburger Stadtteil Sudenburg in Sachsen-Anhalt.

## Lage
Es befindet sich auf der Nordseite der Halberstädter Straße, die unmittelbar östlich des Hauses von der Stadtautobahn Magdeburger Ring überbrückt wird. Westlich des Gebäudes befindet sich die in die Halberstädter Straße einmündende Abfahrt des Magdeburger Rings.

## Architektur und Geschichte
Das einfach gestaltete zweigeschossige Fachwerkhaus entstand in der zweiten Hälfte des 19. Jahrhunderts an der damaligen Ausfallstraße. Am Haus befindet sich ein von einem Giebel bekrönter Erker. Besonders bemerkenswert ist der an der südwestlichen Ecke befindlich zweigeschossige polygonale Erker. Zur Straße hin wurde an das Gebäude ein eineinhalbgeschossiger Vorbau angefügt, der sich jedoch nicht in die historische Bausubstanz einfügt und als entstellend aufgefasst wird.
Das Haus gilt als Bau im Stil der Rayonhäuser aus der Zeit vor aufkommen der gründerzeitlichen Bebauung des Gebiets.
Im örtlichen Denkmalverzeichnis ist die Villa unter der Erfassungsnummer 094 81963 als Baudenkmal verzeichnet.